# Daniel Ortega
Daniel José Ortega Saavedra (Libertad, 1945. november 11.) 2007 óta Nicaragua hivatalban lévő, diktatórikus  elnöke, de már 1979 júliusától egy kormányzati junta vezetőjeként irányította az országot.
A nicaraguai szandinista kormány 1985 és 1990 közötti elnöke, a 2006-os választások nyertese. Kormánya 2007. január 10-én kezdte meg működését. Ortega emellett a szandinista FSLN főtitkára és a nemzetgyűlés képviselője volt.
Felesége Rosario Murillo költőnő, akit 2017-ben alelnökké, 2025-ben pedig társelnökké tett, a gyermekeit pedig magas rangú tisztségekbe nevezte ki.
Ortega számos módon aláásta a demokráciát; mivel manipulált választási folyamatot rendezett Nicaraguában, amely antidemokratikus és törvénytelen volt. A választásokat a nemzetközi megfigyelők nem tudták megfigyelni,  a szabad médiát korlátozták. A nicaraguai rezsim az elmúlt években egyre korlátozóbb törvényeket fogadott el, intézményesítve az elnyomást és fegyverként használva az állami intézményeket a civil társadalom ellen. A hatalmi ágak szétválasztásának hiánya és az állami intézményeknek a nicaraguai kormány általi teljes ellenőrzése azt eredményezte, hogy az igazságszolgáltatást és a főügyészi hivatalt a rezsim akarata alá vetették, és ezzel eltörölték a jogállamiságot és a bírói függetlenséget.

## A szandinista forradalom (1979-1990)
Ortega az FSLN (Szandinista Nemzeti Felszabadító Front) egyik vezetője lett, akik 1979 júliusában egy népi felkelés segítségével megbuktatták Anastasio Somoza Debayle-t. Ortega a junta öt tagja közé került Sergio Ramirez íróval, Alfonso Robelo Callejas üzletemberrel, Violeta Barrios de Chamorróval és Miosses Hassannal együtt.
Daniel Ortega, kormányával az allendei úton indult el, azonban a gazdaság helyreállítására való törekvéseiket az USA a felállított embargóval és a CIA által kiképzett és felfegyverzett kontrák által okozott polgárháborúval lehetetlenné tette.[forrás?]
Ortega kormánya az őslakosok nagy részét kitelepítette: Indiánok ezrei menekültek a határon túlra, Hondurasba, a kormány pedig 14 000 embert börtönzött be Nicaraguában.
1984. november 4-én meghirdették az első elnökválasztásokat az 1979-es fegyveres felkelés után, ahol az FSLN 67%-kal nyert, azonban az Egyesült Államok nem ismerte el az eredményt, még a nagy számú nemzetközi megfigyelő ellenére sem.
A 80-as években Ronald Reagan rettegett egy kommunista állam létrejöttétől Közép-Amerikában, emiatt támogatta kormánya az anti-szandinista kontrákat. A háború a kontrák és a szandinista junta között több mint 30 000 ember halálát okozta. A szandinista kormány által a kontrák elleni harcban alkalmazott taktikákat széles körben elítélték az emberi jogok elnyomása miatt. 1982. március 15-én a junta szükségállapotot hirdetett, amely lehetővé tette a független rádióállomások bezárását, a szabad gyülekezés jogának felfüggesztését és a szakszervezeti szabadság korlátozását. Nicaragua Állandó Emberi Jogi Bizottsága elítélte a szandinisták által az emberi jogok megsértését, azzal vádolva őket, hogy a háború első éveiben több ezer embert öltek meg és tüntettek el erőszakkal.
Közel 10 év embargó és polgárháború után 1990. február 25-én a következő választások Violeta Barrios de Chamorro, az (UNO) (Unión Nacional Opositora – az ellenzéki pártok szövetsége) jelöltjének győzelmével végződtek, aminek kampánya az USA komoly anyagi támogatását élvezte.[forrás?]

## 1990 után
A választási vereség elfogadásával az először forradalom útján hatalomra került szandinisták bizonyították a demokráciára való törekvésüket.
Az 1996. október 20-i választásokon Ortega ismét kikapott, ez alkalommal Arnoldo Alemán Lacayótól, az AL (Alianza Liberal) párt jelöltjétől, azonban egy koalíciós megegyezésnek köszönhetően a hagyomány és eredeti céljaik szerint is szemben álló szandinista és liberális párt szerezte meg az irányítást a törvényhozás nagy többsége felett. Ez a megegyezés sokak szemében a szandinista eszmék elárulását jelentette.
2001. november 4-én az USA támogatását élvező Enrique Bolaños Geyer minimális előnnyel nyerte meg a választásokat az egyesek szerint hazugságokra épülő választási kampányával, melyben fő motívumként Ortegát a "terroristák barátjának" titulálták, a 80-as években Moammer Kadhafival és Jasszer Arafattal ápolt kapcsolata miatt, hasznot húzván a 2001. szeptember 11-i merényletek miatt kialakult arabellenes hangulatból.
2004-ben Ortega Arnoldo Alemán Lacayo-val ismét hivatalos szövetséget kötött. Mindkettő széles néptömegek támogatását élvezte, egyfelől a szandinistákét, másrészt a liberálisokét. Akkor ők alkották Enrique Bolaños Geyer fő ellenzékét, akinek a pártja, a PLC (Partido Liberal consitucionalista) Alemánhoz maradt hű.
A korábbihoz hasonlóan, ezt a paktumot is sok szandinista az eszmék elárulásának tekintette a hatalom utáni harcban. Közülük néhány értelmiségi (többek közt Ernesto Cardenal, a 2006-ban elhunyt Herty Lewites és Carlos Mejía Godoy énekes) az 1995-ben Sergio Ramírez által alapított MRS-hez (A szandinista mozgalom helyreállítása) csatlakozott.
Ortega szakítani akart a pártjáról korábban kialakult forradalmi marxista–leninista képpel, mely végül a hagyományosan jobboldalinak tekintett eszmék támogatásához vezetett. Emiatt történhetett meg, hogy a szandinisták az abortusz-törvény szigorítására szavaztak (amely eddig lehetővé tette az abortuszt, ha a magzat erőszakos úton fogant, vagy az anya életét veszélyeztette a terhesség), melyet a parlament végül elfogadott.

## A 2006-os választások
A 2006. november 5-i választásokat az esélyesének tartott Ortega a szavazatok 37,99%-ával nyerte meg, az ALN 28,3%-ot, a PLC 27,11%-ot, az MRS 6,29%-ot, az AC pedig 0,29%-ot szerzett. A választásokat követően Hugo Chávez és Fidel Castro üdvözölte Ortega sikerét.

## A 2011-es választások
Ortegát 2011-ben ismét az ország elnökévé választották, noha riválisa Fabio Gadea Mantilla nem ismerte el a választások tisztaságát és az eredményt.

## 2018-as tüntetések
2018 áprilisában egy természetvédelmi terület leégése miatt tüntetések kezdődtek, amelyek később  kiterjedtek egy népszerűtlen rendeletre, amely csökkentette volna a társadalombiztosítási juttatásokat és növelte volna az adókat. A tüntetőkre erőszakosan rátámadt az államilag támogatott Szandinista Ifjúság. Annak ellenére, hogy Ortega kormánya megpróbálta eltitkolni az esetet az összes magántulajdonú hírcsatorna cenzúrázásával, az erőszakról készült fotók és videók eljutottak a közösségi médiába, ahol felháborodást váltottak ki, és több nicaraguai lakos csatlakozott a tüntetésekhez. A feszültség gyorsan eszkalálódott, mivel a rendőrség könnygázsprayt és gumilövedékeket, végül pedig éles lőszert kezdett használni a fegyvertelen tüntetők ellen. A hatóságok a Szandinista Ifjúság tagjait is fegyverekkel látták el, hogy félkatonai erőként szolgáljanak. Ezt követően több tucat diáktüntetőt öltek meg. A népszerűtlen rendelet visszavonása ellenére a tüntetések folytatódtak, a tüntetők többsége Ortega és kormánya lemondását követelte.
2018. május 30-án, anyák napján több mint 300 000 ember vonult fel a megelőző tüntetéseken megölt diákok édesanyjainak tiszteletére. A gyermekek, anyák és nyugdíjasok részvétele, valamint a békés tüntetés ellenére a felvonulókat megtámadták az "anyák napi mészárlásnak" nevezett eseményen. 16-an meghaltak, 88-an pedig megsebesültek, mivel "a rendőrség éles lőszerrel lőtte tömeget, a nemzeti baseballstadion tetején  kormánypárti mesterlövészek pedig mesterlövészpuskákkal "fejvadászatra indultak."

## A 2021-es választások
A Legfelsőbb Választási Tanács által közzétett hivatalos eredmények szerint 2021 novemberében Daniel Ortegát a szavazatok 75%-ával újraválasztották a negyedik ötéves ciklusra. A választásokat az Európai Unió, az Amerikai Államok Szervezete, az Egyesült Államok, független választási megfigyelők és emberi jogi csoportok csalásként bírálták az ellenzéki újságírók és politikusok megfélemlítése, letartóztatása és a választásból kizárása miatt, mivel ezek az intézkedések biztosították Ortega és szövetségesei győzelmét.

## Szervezett bűnözéssel kapcsolatos vádak és Chávez támogatása
2010-ben a WikiLeaks kiszivárogtatott titkos amerikai diplomáciai dokumentumokat, amelyek azzal vádolták Ortegát, hogy drogbárók anyagi támogatásáért cserébe közbenjárt elfogott drogcsempészek szabadon bocsátásáért. Az amerikai feljegyzések arról is említést tesznek, hogy Ortega és pártja Hugo Chávez venezuelai elnöktől jelentős mennyiségű készpénzt kapott, hogy abból a 2008-as önkormányzati választás kampányát finanszírozza.